# Live Oak (Texas)
Live Oak és una població dels Estats Units a l'estat de Texas. Segons el cens del 2000 tenia 9.156 habitants.

## Demografia
Segons el cens del 2000, Live Oak tenia 9.156 habitants, 3.429 habitatges, i 2.592 famílies. La densitat de població era de 755,4 habitants/km².
Dels 3.429 habitatges en un 35,4% hi vivien nens de menys de 18 anys, en un 59,5% hi vivien parelles casades, en un 12,2% dones solteres, i en un 24,4% no eren unitats familiars. En el 19,7% dels habitatges hi vivien persones soles el 4,3% de les quals corresponia a persones de 65 anys o més que vivien soles. El nombre mitjà de persones vivint en cada habitatge era de 2,67 i el nombre mitjà de persones que vivien en cada família era de 3,06.
Per edats la població es repartia de la següent manera: un 26,3% tenia menys de 18 anys, un 7,4% entre 18 i 24, un 31,1% entre 25 i 44, un 26,1% de 45 a 60 i un 9,1% 65 anys o més.
L'edat mediana era de 36 anys. Per cada 100 dones de 18 o més anys hi havia 88,8 homes.
La renda mediana per habitatge era de 48.184 $ i la renda mediana per família de 52.885 $. Els homes tenien una renda mediana de 34.786 $ mentre que les dones 26.319 $. La renda per capita de la població era de 21.467 $. Aproximadament el 5,4% de les famílies i el 7,1% de la població estaven per davall del llindar de pobresa.

## Poblacions més properes
El següent diagrama mostra les poblacions més properes.